# Кристијан Ерхоф
Кристијан Ерхоф (  — Морс, 6. јул 1982) професионални је немачки хокејаш на леду који игра на позицијама одбрамбеног играча.
Члан је сениорске репрезентације Немачке за коју је на међународној сцени дебитовао на ЗОИ 2002. године. Такође је био део немачког олимпијског тима и на олимпијским турнирима на ЗОИ 2006. у Торину и ЗОИ 2010. у Ванкуверу. Био је капитен репрезентације Немачке на светским првенствима 2013. и 2017. године.
Учествовао је на улазном драфту НХЛ лиге 2001. где га је као 106. пика у четвртој рунди одабрала екипа Сан Хозе шаркса. Током 13 сезона, колико је провео у НХЛ лиги, одиграо је укупно 789 утакмица уз учинак од 340 индексних бодова (74 гола и 266 асистенција). У дресу екипе Ванкувер канакса играо је финале Стенли купа (у сезони 2010/11). Пре одласка у НХЛ лигу играо је за екипу Крефелда у немачкој лиги са којом је освојио титулу националног првака у сезони 2002/03.